# Сады (Оленинский район)
Сады — деревня в Оленинском муниципальном округе Тверской области.

## География
Находится в юго-западной части Тверской области на расстоянии приблизительно 8 км на северо-восток по прямой от административного центра округа поселка Оленино.

## История
В 1859 году здесь (тогда деревня Щербинино или Сад Ржевского уезда Тверской губернии) было учтено 15 дворов, в 1939 — 74. До 2019 года входила в состав ныне упразднённого Глазковского сельского поселения.

## Население
Численность населения: 124 человека (1859 год), 72 (русские 95 %) в 2002 году, 53 в 2010.